# 오종렬
오종렬(吳宗烈, 1938년 11월 28일~2019년 12월 7일)은 대한민국의 사회운동가 출신, 전라남도 고흥에서 중등 교사로 발령된 이후 초, 중, 고등학교 교사로 근무했고 금산초등학교, 광주 동명여자중학교, 전남대학교 사대부속고등학교, 전남고등학교, 전남여고 교사로 교편을 잡았으며 1987년부터 전국교사협의회 활동과 교사 노조를 조직하는 노력을 하여 전국교직원노동조합을 출범시켰다. 이후 전교조 광주광역시지부 초대 지부장 등을 역임했다. 1994년 국가보안법 위반 등의 혐의로 구속돼 2년8개월 형을 선고받고 복역했다.
효순, 미선 사건 당시 미군 규탄, 노무현 탄핵 무효 운동, FTA 반대 운동, 2008년 광우병 촛불집회 대표 등에 참여하였다. 그밖에 언론, 시민단체에서 활동하였고, 민주주의민족통일전국연합 상임의장, 한미FTA 저지 범국민운동본부 공동대표로도 추대되었다. 1991년 지방자치제 부활 이후 민선 제1대 광주광역시의회 의원을 지내기도 했다.

## 생애

### 생애 초반

#### 출생과 수학
오종렬은 1938년 11월 28일 전라남도 광산군에서 사회운동가 오정근(吳正根)의 아들로 태어났다. 아버지 오정근은 인텔리로 어려운 가세에서도 일본에 유학, 도쿄 전기전문학교를 졸업하고 귀국했다. 그 뒤 여운형의 건국동맹에서 활동하다 1945년 해방이 되자 해방정국에서 여운형, 박헌영 등이 조직한 건국준비위원회와 나주인민위원회 농민위원회 위원장 등으로 활동했다. 그러나 45년 10월 맥아더와 존 하지의 점령정책에 따라 미군정에 의해 나주에서 광주형무소로 끌려갔다. 그 뒤 광산군 인민위원장인 그의 외삼촌 역시 공산당 활동으로 미군정에 의해 수감되었다.
이후 어려운 환경에서도 면학하여 1965년 광주사범고등학교를 거쳐 전남대학교(교육학 학사)를 졸업했다.

#### 교사 활동
육군제2훈련소 경비대대에서 군복무를 마쳤다. 그 뒤 교원에 임용돼 고흥에서 초등, 중등 교원 자격을 취득하고 중등교사로 부임하여 교단에 섰다. 이후 금산초등학교 교사, 광주 동명여자중학교 교사, 전남대학교 사대부속고등학교 교사 등으로 발령되었으며 전국교사협의회 대의원대회 의장에 선출되었다.
그 뒤 전남고등학교 교사, 전남여고 교사 등으로 교단에 섰다. 1987년 전국교사협의회(전교협, 전교조의 전신)의 출범에 가담, 이후 전교협 활동에 참여하였다. 그러나 전두환, 노태우 정권은 이를 모두 불법 단체로 규정했다. 그밖에 전교조 초대 광주지부장, 광주시의회 의원 등을 지냈다.
1989년 전교조 관련자로 구속되었다가 수개월만에 집행유예 선고를 받고 풀려나 고향으로 돌아갔다.

### 광역자치단체 의원 활동
1991년 지방자치제 실시 이후 제1대 광주광역시의회 의원에 무소속으로 출마하여 당선되기도 했다. 시의원 재직 중 교육 분야 개혁안을 발의하는 등의 활동을 했다.
그러나 1994년 6월 10일 범민련 광주시, 전남지역본부 결성에 주도적으로 참여했으며, 통일운동에 관련된 팜플렛을 배부했다가 보안법 위반으로 구속되었다.

### 정치, 시민단체 활동
민주주의민족통일 전국연합 의장 등으로 활동하였고, 강연, 칼럼 기고 활동 등을 했다. 2002년 경기도 의정부에서 주한미군 탱크로 여중생 2명이 사망하자 그해 11월 효순 미선 살인사건때 여중생 범대위를 지도하였으며 노무현 탄핵때는 보수정치인에 대항하여 탄핵무효부패정치청산 범국민행동을 이끌었다.
2004년 민중연대 상임대표, 2005년 반(反)부시국민행동 상임대표를 거쳐 참여 정부에서 농민운동을 탄압하자 전용철농민살해범국민대책위(전용철범대위), 평택미군기지 확장저지 범국민대책위원회에서 활약하였다. 그러나 2006년말 노무현 정권에서 한미 FTA를 강행하려 하자, 한미 FTA에 반대하는 활동을 했다. 그 뒤 2008년 5월 광우병 수입소 반대 촛불집회에 참여하였다.
시민운동, 통일운동 등을 하며 보수단체로부터 비난과 표적의 대상이 되기도 했으며 협박과 인신공격에 시달리기도 했다.  민주주의민족통일전국연합 상임의장, 한미FTA 저지 범국민운동본부 공동대표, 한국진보연대 상임대표, 한국진보연대 상임고문 등을 지냈다. 결론적으로 남한의 대한민국의 모든 정치 시스템은 부정하고 북한의 김일성 체제를 옹호하는 데 평생을 바쳤다.

## 같이 보기
| - 민주노총 - 전교조 - 한국진보연대 - 표현의 자유 - 사상의 자유 - 언론의 자유 - 시민사회 운동 - 참여정부 - 한미 FTA - 강정구 - 강준만 - 강희남 | - 권중희 - 서중석 - 오정근 - 노무현 - 김완섭 - 문익환 - 임수경 - 서경원 - 송두율 - 윤영규 - 이수호 | - 문동환 - 이부영 - 한상렬 - 한홍구 - 함석헌 |

## 관련 서적
- 강준만, 한국현대사산책:1980년대편3 (인물과 사상사, 2006)
- 전교조참교육실천위원회, 《학교붕괴》 (푸른나무, 1999)
- 김기진, 《끝나지 않은 전쟁 국민보도연맹》 (역사비평사, 2002)
- 김동춘, 《NGO 리포트》 (아르케, 2001)
- 이영희, 《참교육의 불꽃 전교조》 (대구교육연구소, 2000)